# Pikova dama (1916.)
Pikova dama (rus. "Пиковая дама") - ruski film redatelja Jakova Protazanova.

## Radnja
Film je adaptacija istoimenog romana Aleksandra Puškina.

## Uloge
- Ivan Mozžuhin
- Vera Orlova
- Jelizaveta Šebueva

## Vanjske poveznice
- Pikova dama na Kino Poisk